# Porat
Porat est une localité de Croatie située sur l'île de Krk et dans la municipalité de Malinska-Dubašnica, comitat de Primorje-Gorski Kotar. En 2001, la localité comptait 138 habitants.

## Démographie
| 1948 | 1953 | 1961 | 1971 | 1981 | 1991 | 2001 |
| ---- | ---- | ---- | ---- | ---- | ---- | ---- |
| 107  | 110  | 95   | 100  | 101  | 109  | 138  |